# Самоа
Самоа (енгл. Samoa, сам. Sāmoa), или званично Независна Држава Самоа (енгл. Independent State of Samoa, сам. Malo Saʻoloto Tutoʻatasi o Sāmoa), позната и као Западна Самоа, је острвска држава у јужном Пацифику, у Полинезији, Океанија. Ова држава обухвата већи, западни, део архипелага Самоа, па се зове још и Западна Самоа, за разлику од Источне (Америчка Самоа − америчка територија).
Пре стицања независности била је УН протекторат, новозеландска административна прекоморска територија и немачка колонија. Налази се 2900 км североисточно од Новог Зеланда. Површина износи 2831 км², а главни град је Апија са 40.000 становника. Главни извозни производи Самое су риба и копра.
Самоа је унитарна парламентарна демократија са једанаест административних делова. Ова суверена држава је чланица Комонвелта нација. Западна Самоа примљена је у Уједињене нације 15. децембра 1976. Читава острвску групу, која укључује Америчку Самоу, европски истраживачи су пре 20. века називали „Навигаторска острва” због самоанских поморских вештина. Овом земљом је управљао Нови Зеланд до њене независности 1962.
У јулу 2017. године Туималеалифано Валетоа Суалауви II постао је шеф државе, наследивши Туи Атуа Тупуа Тамасесе Ефиja. Премијер Туилаепа вратио се на власт након снажне победе у марту 2016. године, чиме је започео пети мандат премијера.

## Историја
Самоа је била насељена већ 1000 година п. н. е. Острва су открили Холанђани у првој половини 18. века, а потом су их истраживале француске поморске експедиције.
Уговором из Берлина 1899. Немачка и САД поделиле су архипелаг Самоа. САД су узеле мањи, источни део архипелага, данашња Америчка Самоа, а Немачка већи, западни део - тзв. Немачка Самоа. На почетку Првог светског рата Нови Зеланд је без борбе преузео Западну Самоу од Немачке. Она је 1959. године стекла самоуправу, а независност 1962. године, а за дан независности изабран је 1. јун.

## Друштвене одлике
Према процени из 2004. године, Самоа има 181.000 становника, од којих 22% насељава урбано, а 78% рурално подручје. Већи градови су Апија, Сиуму, Фалеалуло, Фагамало. Већину становништва чине Самоанци (Полинежани) са 92,6%, док остатак чине Евронежани, са 7,4%. Главна религија Самое је хришћанство, и то махом протестантизам, са 97%. Нешто мало, око 2% чине бахаји, док остали верници чине 1% популације. Самоа је по површини 167, а по броју становника 175. од 195 држава света.
Самоа је по уређењу конститутивна монархија, а службени језици су самоански и енглески језик. Она има буџет од 95,30 милиона $, а просечан БДП по становнику износи 1.750 $. Монетарна јединица Самое је самоанска тала (100 сена). Од већих и значајнијих организација, Самоа је чланица Уједињених нација (од 1976), Комонвелта, Светске здравствене организације и ММФ-а.

## Географија

### Положај
Самоа заузима западни део истоименог архипелага, а састоји се од 9 острва, од којих су највећа Саваји и Уполу. Главни град Самое, Апија, смештен је на острву Уполу. Острво Саваји налази се у северозападном, а Уполу у југоисточном делу државе. Ова два острва одвојена су пролазом Аполима. Површина државе износи 2.842 km².

### Геологија и рељеф
Већа острва су брдовита и вулканског порекла, местимично окружена коралним гребенима.

### Клима
Клима је топла тропска с малим температурним колебањима током године и великим количинама падавина. Температуре се крећу од 23 °C до 30 °C. Бујне тропске шуме покривају половину територије. Вегетација је тропска (јединствена за ова острва).
| Клима Апије                                   | Клима Апије    | Клима Апије    | Клима Апије    | Клима Апије   | Клима Апије   | Клима Апије   | Клима Апије   | Клима Апије   | Клима Апије   | Клима Апије   | Клима Апије    | Клима Апије    | Клима Апије     |
| Показатељ \ Месец                             | .Јан.          | .Феб.          | .Мар.          | .Апр.         | .Мај.         | .Јун.         | .Јул.         | .Авг.         | .Сеп.         | .Окт.         | .Нов.          | .Дец.          | .Год.           |
| --------------------------------------------- | -------------- | -------------- | -------------- | ------------- | ------------- | ------------- | ------------- | ------------- | ------------- | ------------- | -------------- | -------------- | --------------- |
| Максимум, °C (°F)                             | 30,4 (86,7)    | 30,6 (87,1)    | 30,6 (87,1)    | 30,7 (87,3)   | 30,4 (86,7)   | 30,0 (86)     | 29,5 (85,1)   | 29,6 (85,3)   | 29,9 (85,8)   | 30,1 (86,2)   | 30,3 (86,5)    | 30,5 (86,9)    | 30,22 (86,39)   |
| Минимум, °C (°F)                              | 23,9 (75)      | 24,2 (75,6)    | 24,0 (75,2)    | 23,8 (74,8)   | 23,4 (74,1)   | 23,2 (73,8)   | 22,6 (72,7)   | 22,8 (73)     | 23,1 (73,6)   | 23,4 (74,1)   | 23,6 (74,5)    | 23,8 (74,8)    | 23,48 (74,27)   |
| Количина падавина, mm (in)                    | 489,0 (19,252) | 368,0 (14,488) | 352,1 (13,862) | 211,2 (8,315) | 192,6 (7,583) | 120,8 (4,756) | 120,7 (4,752) | 113,2 (4,457) | 153,9 (6,059) | 224,3 (8,831) | 261,7 (10,303) | 357,5 (14,075) | 2,965 (116,733) |
| Извор: World Meteorological Organization (UN) |                |                |                |               |               |               |               |               |               |               |                |                |                 |

## Галерија
- Црква Сафоту на острву Саваји
- Некадашња црква на Самои, уништена 1905. године у ерупцији вулкана
- Теолошки Универзитет Пиула на острву Уполу
- Традиционални начин тетовирања Самоанаца - задњи део тела
- Традиционални начин тетовирања Самоанаца - предњи део тела
- Традиционални начин облачења са карактеристичним перикама направљеним од људске косе
- Самоанско оружје
- Алофага издан на острву Саваји
- Фуиписиа водопад